# Zamia neurophyllidia
Zamia neurophyllidia är en kärlväxtart som beskrevs av Dennis William Stevenson. Zamia neurophyllidia ingår i släktet Zamia och familjen Zamiaceae. IUCN kategoriserar arten globalt som sårbar. Inga underarter finns listade i Catalogue of Life.

## Bildgalleri

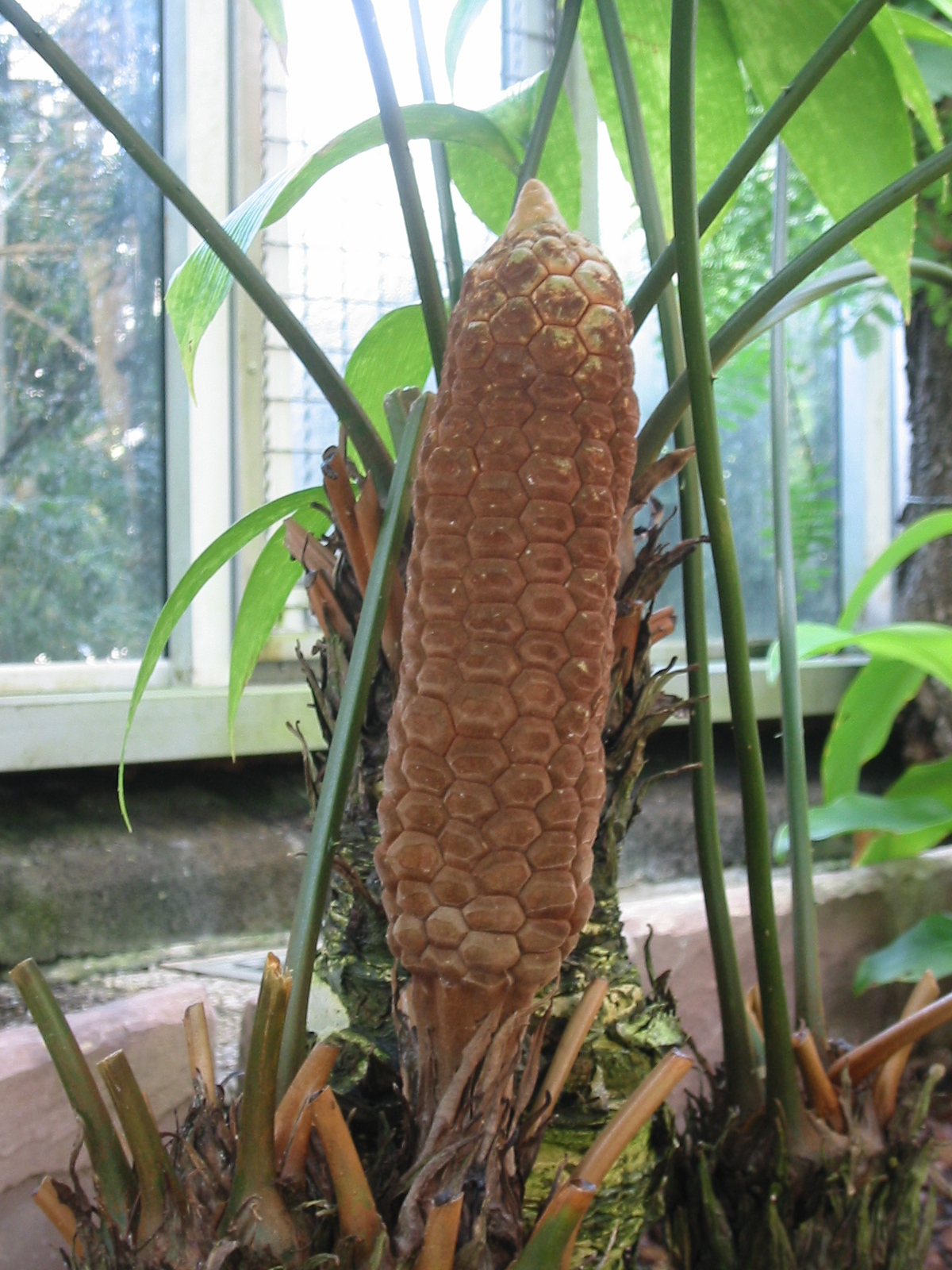